# Lucio Pinario Nata
Lucio Pinario Nata  fue un político y militar romano del siglo IV a. C. perteneciente a la gens Pinaria. Fue elegido en el año 363 a. C. por el dictador Lucio Manlio Capitolino Imperioso para que fuese su magister equitum  y quizá ocupó la pretura en el año 349 a. C. Tito Livio no da su cognomen, sino que este se conserva en los Fastos Capitolinos.